# Asahi Masuyama
Asahi Masuyama (増山 朝陽 Masuyama Asahi?, Fukuoka, Fukuoka, 29 de enero de 1997) es un futbolista japonés que juega como centrocampista en el F. C. Machida Zelvia de la J1 League.

## Trayectoria

### Clubes
| Club                    | País  | Año       |
| ----------------------- | ----- | --------- |
| Vissel Kobe             | Japón | 2015-2021 |
| Yokohama FC (cedido)    | Japón | 2017      |
| Avispa Fukuoka (cedido) | Japón | 2020      |
| Oita Trinita            | Japón | 2021-2022 |
| V-Varen Nagasaki        | Japón | 2023-2025 |
| F. C. Machida Zelvia    | Japón | 2025-     |

## Palmarés

### Títulos nacionales
| Título             | Club        | País  | Año  |
| ------------------ | ----------- | ----- | ---- |
| Copa del Emperador | Vissel Kobe | Japón | 2019 |